# Jože Ilija
Jože Ilija (12 de marzo de 1928-19 de mayo de 1983) fue un deportista yugoslavo que compitió en piragüismo en eslalon y esquí alpino. Ganó una medalla de bronce en el Campeonato Mundial de Piragüismo en Eslalon de 1955, en la prueba de F1 individual.

## Palmarés internacional
| Campeonato Mundial | Campeonato Mundial | Campeonato Mundial | Campeonato Mundial |
| Año                | Lugar              | Medalla            | Competición        |
| ------------------ | ------------------ | ------------------ | ------------------ |
| 1955               | Tacen (Yugoslavia) | Medalla de bronce  | F1 individual      |